# کرین لیک (مینه‌سوتا)
کرین لیک (به انگلیسی: Crane Lake) یک منطقهٔ مسکونی در ایالات متحده آمریکا است که در شهرستان سنت لوئیس، مینه‌سوتا واقع شده‌است. کرین لیک ۸۱ نفر جمعیت دارد و ۳۴۵٫۹۵ متر بالاتر از سطح دریا واقع شده‌است.